# Camponotus daitoensis
Camponotus daitoensis  (лат.) — вид муравьёв рода Camponotus из подсемейства формицины (Formicinae). Дендробионт. Назван по имени острова Daito Is. (Minami-daito I.), где найдена типовая серия.

## Распространение
Япония.

## Описание
Муравьи с диморфичной кастой рабочих (включая солдат). От близких видов подрода Myrmamblys отличаются двуцветной окраской (грудь красновато-жёлтая, брюшко темнее), двумя светлыми отметинами на первом и втором тергитах брюшка, и отсутствием пятен на третьем и четвёртом тергитах брюшка, коротким скапусом усиков, короткими отстоящими щетинками на жвалах, щеках и наличнике, строением клипеуса (его передняя часть прямая, без выступов в боковых частях). Рабочие муравьи имеют длину около 4 мм, солдаты до 6 мм. Основная окраска от желтой до желтовато-коричневой. Усики длинные, у самок и рабочих 12-члениковые. Жвалы рабочих с 5 зубцами. Нижнечелюстные щупики 6-члениковые, нижнегубные щупики состоят из 4 сегментов. Стебелёк между грудкой и брюшком состоит из одного сегмента (петиоль).